# Tellervo sarcapus
Tellervo sarcapus är en fjärilsart som beskrevs av Hans Fruhstorfer 1911. Tellervo sarcapus ingår i släktet Tellervo och familjen praktfjärilar. Inga underarter finns listade i Catalogue of Life.